# A Hat in Time
A Hat in Time är ett 3D-plattformsspel för Windows, macOS, PlayStation 4, Xbox One och Nintendo Switch utvecklat av Gears for Breakfast. Spelet utvecklades med Unreal Engine 3 och finansierades av frivilliga via Kickstarter. Spelet är inspirerat av 3D-plattformsspel från sent 1990-tal och tidigt 2000-tal såsom bland annat Banjo-Kazooie, Super Mario 64, Psychonauts och Super Mario Sunshine. Grant Kirkhope, som gjorde musiken till bland annat Banjo-Kazooie, Goldeneye 007 och Donkey Kong 64, gör en del av musiken till spelet.

## Handling
Tiden faller sönder och det är upp till Hat Girl (Hattflickan) att resa tillbaka i tiden med hjälp av sin magiska hatt. Hon måste hitta alla tidsdelar och sätta ihop dem innan den onda Moustache Girl (Mustaschflickan) får tag på dem först.

## Speluppbyggnad
Hat Girl kan röra sig fritt och utforska många olika världar i stil med tidigare plattformsspel. Från städer till läskiga skogar till öknen och till och med månen. Hon kan hoppa från väggar, glida och dubbelhoppa. Hon kan använda sitt paraply för att attackera fiender, som en kängurustylta, för att göra en groundpound eller som en grappling hook. Hon lär sig ständigt nya attacker under spelets gång. Det finns också olika hattar och masker som ger henne nya förmågor.

## Kapitel
- Kapitel 1: Down With The Mafia

Hat Girl kraschlandar i Mafia Town, en stad på ett stort berg. Staden är övertagen av korrupta maffiakockar. Hon måste både besegra maffiakockarna och rädda staden från att sjunka i lava. 
- Kapitel 2: Subcon Forest

Till skillnad från Mafia Towns glada och ljusa färger, är Subcon Forest en mörk skog befolkad av andar och spöken. 
- Kapitel 3: Trainwreck of Science

Spelaren måste skaffa en biljett för att konduktören ska låta spelarfiguren få gå ombord på tåget Science Express. Konduktören, liksom alla figurer i detta kapitlet, är en fågel. Inte mycket är känt om denna nivå för tillfället.  

## Utveckling
Jonas Kærlev startade projektet efter bristen på 3D-plattformsspel på marknaden. Kærlev trodde inte det skulle finnas ett intresse för genren. Han menade att Donkey Kong 64 överväldigade spelaren med för mycket samlande och ledde till 3D plattformsspelens död. Han startade en insamling på Kickstarter med målet 30 000 dollar och drog in totalt 296 360 dollar. Kærlev var den enda utvecklaren i början, men teamet växte och de startade spelföretaget Gears for Breakfast. 

## Läs mera
- A Hat in Time - 3D collect-a-thon platformer
- A Hat in Time